# Kløve Station
Kløve Station (Kløve stasjon eller Kløve holdeplass) er en jernbanestation på Bergensbanen, der ligger i Voss kommune i Norge. Stationen består af et spor og en perron med et læskur.
Stationen åbnede som trinbræt i oktober 1931. I forvejen var der etableret et læssespor på stedet 10. juni 1908, men det eksisterer ikke længere.